# Bioley-Orjulaz

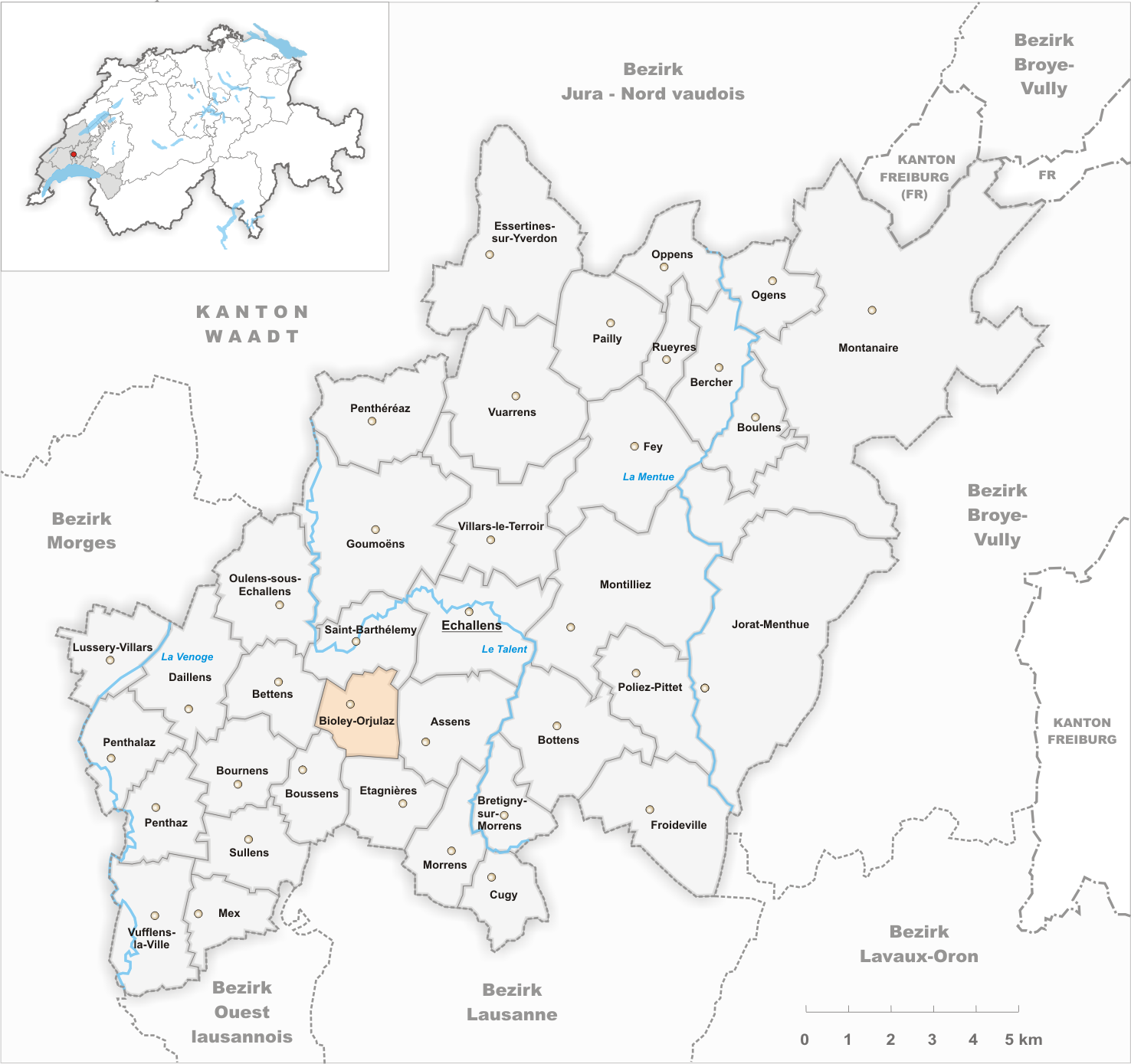
Gemeindestand vor der Fusion am 1. Juli 2021

Bioley-Orjulaz ist ein Ort in der politischen Gemeinde Assens im Distrikt Gros-de-Vaud des Kantons Waadt in der Schweiz. Der Namenszusatz Orjulaz dient zur Unterscheidung von der Gemeinde Bioley-Magnoux.
Am 1. Juli 2021 fusionierte Bioley-Orjulaz mit der Gemeinde Assens.

## Geographie
Bioley-Orjulaz liegt auf 603 m ü. M., 3,5 km südwestlich von Echallens und 11 km nördlich der Kantonshauptstadt Lausanne (Luftlinie). Das Bauerndorf erstreckt sich am Ostfuss eines Hügels auf dem Hochplateau des Gros de Vaud, im Waadtländer Mittelland.
Die Fläche des 3,1 km² grossen Gemeindegebiets umfasst einen Abschnitt des leicht gewellten Hochplateaus des Gros de Vaud, der Kornkammer des Kantons Waadt. Im westlichen Gemeindeteil befindet sich der Hügel von Bioley-Orjulaz, auf dem mit 621 m ü. M. der höchste Punkt der Gemeinde erreicht wird. Nach Osten erstreckt sich der Gemeindeboden in eine weite Niederung, die im Norden vom Bach Mortigue, einem Zufluss des Talent, durchflossen wird. Ganz im Norden reicht das Gebiet auf die leichte Erhebung des Mont Tessin (bis 604 m ü. M.). Der südliche Gemeindeteil wird vom Waldgebiet Bois d'Orjulaz eingenommen. Von der Gemeindefläche entfielen 1997 10 % auf Siedlungen, 18 % auf Wald und Gehölze, 71 % auf Landwirtschaft und rund 1 % war unproduktives Land.
Zu Bioley-Orjulaz gehören ein neues Wohngebiet am Südhang des Dorfhügels sowie ein Gewerbegebiet westlich des Dorfhügels am Rand der Kiesgrube. Die Nachbargemeinden von Bioley-Orjulaz sind im Norden Saint-Barthélemy, im Osten Assens, im Süden Etagnières, im Südwesten Boussens und im Westen Bettens.

## Bevölkerung
Mit 526 Einwohnern (Stand 31. Dezember 2020) gehört Bioley-Orjulaz zu den kleinen Gemeinden des Kantons Waadt. Von den Bewohnern sind 93,1 % französischsprachig, 2,4 % deutschsprachig und 1,4 % spanischsprachig (Stand 2000). Die Bevölkerungszahl von Bioley-Orjulaz belief sich 1850 auf 245 Einwohner, 1900 auf 220 Einwohner. Seit 1980 (181 Einwohner) wurde eine deutliche Bevölkerungszunahme beobachtet.

## Wirtschaft
Bioley-Orjulaz war bis ins 20. Jahrhundert ein vorwiegend durch die Landwirtschaft geprägtes Dorf. Heute haben der Ackerbau und der Obstbau nur noch eine untergeordnete Bedeutung in der Erwerbsstruktur der Bevölkerung. Westlich des Ortes gibt es eine grosse Kiesgrube, die seit dem 19. Jahrhundert ausgebeutet wird. Seit den 1970er Jahren liessen sich neue Unternehmen im Ort nieder, darunter Betriebe des Transport- und des Baugewerbes, der Holzverarbeitung und eine Firma, die sich auf Kräuterhandel spezialisiert hat. In den letzten Jahrzehnten hat sich das Dorf auch zu einer Wohngemeinde entwickelt. Viele Erwerbstätige sind deshalb Wegpendler, die hauptsächlich im Grossraum Lausanne arbeiten.

## Verkehr
Die Gemeinde ist verkehrstechnisch gut erschlossen, obwohl sie abseits grösserer Durchgangsstrassen liegt. Die Autobahnanschlüsse Cossonay und La Sarraz an der 1981 eröffneten A1 (Lausanne-Yverdon) sind jeweils rund 5 km vom Ort entfernt. Durch den Postautokurs, der von Echallens nach Chavornay verkehrt, ist Bioley-Orjulaz an das Netz des öffentlichen Verkehrs angebunden.

## Geschichte
Die erste urkundliche Erwähnung des Ortes erfolgte 1192 unter dem Namen Oriola, abgeleitet vom lateinischen Wort aureolus (golden). Später erschienen die Bezeichnungen Biolley orjeux (1516) und Bioley-Orjioulaz (1527). Bioley geht auf das französische Wort boulaie (Birkenhain) zurück.
Seit dem Mittelalter gehörte das Dorf den Herren von Echallens, welche den Wald von Orjulaz der Abtei Lac de Joux (L’Abbaye) zur Nutzung übergaben. Nach den Burgunderkriegen kam das Dorf 1476 an die Vogtei Orbe-Echallens, die unter der gemeinen Herrschaft von Bern und Freiburg stand. Nach dem Zusammenbruch des Ancien Régime gehörte Bioley-Orjulaz von 1798 bis 1803 während der Helvetik zum Kanton Léman, der anschliessend mit der Inkraftsetzung der Mediationsverfassung im Kanton Waadt aufging. 1798 wurde es dem Bezirk Echallens zugeteilt.

## Sehenswürdigkeiten
Das Dorf gehört zur Pfarrei Assens. Seit 1903 gibt es eine reformierte Kirche in Bioley-Orjulaz. Im Ortskern sind einige typische Bauernhäuser aus dem 18. und 19. Jahrhundert erhalten. Bemerkenswert sind mehrere Speicher, darunter ein steinerner Speicher mit Renaissancefenster von 1720 sowie ein hölzerner Speicher aus dem 17. Jahrhundert.